# Kottanner Jánosné
Kottanner Jánosné, született: Wolfram Ilona, németül: Helene Kottannerin (1400 körül – 1470 után) magyarországi német származású memoárszerző, Luxemburgi Erzsébet magyar királyné udvarhölgye és leányának, Habsburg Erzsébet hercegnőnek, későbbi lengyel királynénak a szárazdajkája 1439–1440-ben. A régebbi irodalom tévesen Hvendler Ilona néven emlegette.

## Élete
Wolfram Péter nemes leánya, 1430/31-ig Székeles (Gelusch) Péter soproni polgármester felesége, akitől egy fia, Vilmos született. 1432-ben a nála 5-6 évvel fiatalabb Kottanner János bécsi polgár felesége lett, akinek két lányt szült. Az egyik lányát, Katalint az emlékirataiban név szerint is megemlítette. Első férje révén tudott magyarul, legalábbis mindent értett, ez kiderül az emlékiratából is. Így került Albert udvarába, majd Visegrádra. Albert halála (1439. október 27.) után Luxemburgi Erzsébet segítője lett. Ő csempészte ki a visegrádi várból a Szent Koronát, ő szervezte meg (1440. február 20. – február 21.) a Szent Korona elrablását a visegrádi vár kincseskamrájából, vitte a koronát szánon a komáromi várba, ahol érkezése után az ő segédletével szülte meg Luxemburgi Erzsébet V. Lászlót. A székesfehérvári koronázáson (1440. május 15.) ő tartotta karján a királyt, valamint ő viselte gondját a koronázó városba, majd Győrbe és Sopronba vezető úton. Élményeiről német nyelvű emlékirata maradt fenn, amely nem csupán a magyar politikatörténetnek, hanem a művelődéstörténetnek, néprajznak is becses forrása, egyben a legrégebbi fennmaradt magyarországi német nyelvű emlékirat.

## Szövegkiadások
- Die Denkwürdigkeiten der Helene Kottannerin. 1439–1440; szerk. Karl Mollay; Österreichischer Bundesverlag Für Unterricht–Wissenschaft und Kunst, Wien, 1971 (Wiener Neudrucke)
- The memoirs of Helene Kottanner, 1439–1440. Translated from the German with introduction, interpretative essay and notes; angolra ford., tan., jegyz. Maya Bijvoet Williamson; Brewer, Cambridge, 1998 (The library of medieval women)

### Magyarul
- A korona elrablása. Egy magyarországi nő, Kottanner Jánosné emlékirata 1439–1440-ből; közread. Mollay Károly; Pátria Ny., Bp., 1975 [minikönyv]
- A korona elrablása. Kottanner Jánosné emlékirata. 1439–1440; sajtó alá rend., ford. Mollay Károly; Magyar Helikon, Bp., 1978 (Bibliotheca historica)